# 萩原俊嗣
萩原 俊嗣（はぎはらとしつぐ、1954年10月27日 - ）は、スイカ研究家。株式会社萩原農場生産研究所の代表取締役社長。

## 人物
社長就任以来「スイカのことなら萩原農場に訊け」といわれる会社にしたいとの思いをもち、スイカ・メロンの素材探索や品種改良、栽培技術研究に携わるとともに、全国を駆け回っての指導講習会、講演会、バイオテクノロジーを駆使した研究開発、ユニークなスイカ普及のPRなどで業界を牽引。
スイカ栽培と品種改良のパイオニアといわれる萩原農場の創始者となった祖父の萩原善太郎は、「スイカ界の聖者」（大和スイカ全編:鈴木栄次郎著富民協会昭和46年発行）と称され、スイカ界で初めて農水省種苗名称登録第27号となった「一代交配種富研号」を創成し、戦後の日本のスイカの発展に貢献した人物である。著書に自ら発行したスイカ界初の書籍「大和西瓜の栽培と実際」がある。また、「富研号」を基盤として、スイカ産地・生産者の連帯と発展を目的に1951年に結成された「富研連盟全国協議会（加盟県21県）」は、萩原農場が中核となる品種開発とともに、栽培技術の研究や普及ならびに、産地間連携を基本とした消費宣伝事業に取り組み、スイカ産地からは強い信頼と大きな共感を得ている。

## 来歴
奈良県立奈良高等学校を1973年に卒業、その後岡山大学農学部を1977年に卒業。1977年から1980年にかけて全国農業協同組合連合会（JA全農）で3年間勤務後、1980年に株式会社萩原農場に入社。初代社長であり、叔父の萩原善之助と、2代目社長であり、父の萩原俊郎の跡を継ぎ、1992年に3代目社長に就任した。
2000年には一般社団法人農山漁村文化協会発刊の農業技術体系野菜編第4巻「スイカ・メロン」2000年追録第25号で、「スイカ品種の変遷と生態的特性」「産地作型と適応品種 」「台木と接ぎ木」の項を執筆したほか、2002年8月には農耕と園芸「スイカ生産の最近の動向」を寄稿した（2002年8月号誠文堂新光社刊）。
2006年から2009年にかけては、「クックパッド」にてスイカレシピ募集。生鮮農産物では初めての企画であり、1000以上のレシピが投稿された。
2006年6月14日には秋田県：JA全農あきた主催県南園芸センター管内スイカ情報交換会にて、演題「全国のスイカ情勢と秋田スイカへの提言」で講演。また、同年に日本学術振興会、アジア・アフリカ学術基盤形成事業に参画し、スイカの原産国（アフリカのボツワナ共和国農務省）を訪問した。
2012年には米国スイカ振興協会 が来社。日本へのアメリカ産スイカの輸出の可能性を探るため、日本のスイカ事情を情報収集を行った。同年4月にはオランダ農業視察。10月10日には富里市富里農業士会主催富里市制10周年記念第21回農業懇話会にて、演題「富里スイカの現状と将来を考える」で講演を行った。
2013年、米国スイカ振興協会との繋がりで土壌病害対策の依頼を受け、カリフォルニアスイカ生産法人を訪問。
2015年3月8日、山形県北村山農業改良普及事業推進協議会主催。日本一の夏すいか研究大会2015〜レジェンド「尾花沢すいか」を目指して！〜にて、演題「尾花沢すいかに望むこと－」で講演を行った。
2020年8月22日には、奈良テレビ「加藤雅也の角角鹿鹿：＃10すいかをめぐる旅」に出演した。

## 学術的な恩師
- 倉田久男（香川大農学部教授、富研連盟技術顧問）[19]。スイカ研究の第一人者、実際栽培に即したスイカの生理生態研究は、現在の促成/半促成栽培に大いに生かされており、富研連盟の技術顧問として、スイカ育種や栽培について多くの助言を受けた。スイカに関する論文、著書[20]がスイカ知識の源泉になっており、栽培講習会の基礎としている。
- 新井和夫（農学博士、元農水省野菜・茶業試験場盛岡支場場長）[21]。倉田の後を引き継いで富研連盟の技術研究会の座長、助言者を長年務め、その間スイカの生理生態から見た栽培指導の助言指導を受ける。
- 藤下典之（元大阪府立大農学部教授）。日中瓜類技術交流団の訪中団に誘い、現在の中国との関わりのきっかけとなる。また、富研連盟技術研究会の助言者として、育種、生理生態、栽培に関する指導を受ける。
- 農水省野菜・茶業試験場：1985年、育種第1研究室（高柳謙治室長）に依頼研究員としてバイオテクノロジーの基礎を研修、丸いスイカの育種は丸いが限界だが、長いスイカは限りがないと言われ、生物の持つ限りない可能性に気付かされた。

## 育成に関わった品種
- 大玉品種
  - 祭ばやし（第13巻4頁）
  - 祭ばやし777（第14巻3頁）[22]
  - マイティ―21（第12巻5頁）[23]
  - 貴ひかり（第14巻5頁）[24]
  - 春のだんらん（第16巻1頁）[25]
- 小玉品種
  - サマーキッズ（第13巻4頁）[26]
  - ひとりじめ（第14巻10頁）[27]

## 著書
- 『すいか』 たべるの大好き食育えほんシリーズ チャイルド本社 2012 監修。ISBN 9784805437674 [28][29]

### 記事
- 『作っています！（１２）萩原俊嗣　小玉スイカ』読売ウイークリー 2006年8月 [30]
- 『naranto奈良人：奈良を愛する人たち－スイカ研究家』naranto NO.25 2009年6月1日[31]
- 『スイカの葉に”暗号”品種改良手がけて100年超　萩原農場が守る多様性』朝日新聞社 2021年4月16日[32]